# Patiria chilensis
La estrella chica (Patiria chilensis), además conocida como  pata manchada de pato y  biscochito, es un equinodermo de la clase Asteroidea (comúnmente conocidos como estrellas de mar) de la familia Asterinidae. 

## Descripción
Tienen típicamente cinco brazos. El disco central del animal es mucho más ancho que lo que son los brazos en largo. Es pequeña y de forma pentagonal (raramente excede de 25 mm) con una superficie dorsal libre de tubérculos o espinas conspicuas, con los lados más o menos cóncavos y los ángulos redondeados, los bordes del cuerpo cóncavos, muy delgados, limitados por dos hileras de placas marginales muy delgadas. Grosor del cuerpo más grueso en el disco, menor en los bordes. Cuerpo cubierto por grupo de pequeñas espinas dorsales romas, dispuestas con marcado patrón en forma de medialuna y adyacentes a grupos de espinas más pequeñas, redondas. Placas actinales intermedias generalmente con dos espinas cada una. Placas adambulacrales con tres espinas surcales. Cuerpo madreporítico bastante grande.

### Color
Los especímenes vivos son moteados marrón-rojizos o varían entre rojo a azul con manchas blancas.

## Hábitat y distribución
Se distribuye en la zona de mareas del oeste de América del Sur, desde Paita, en el norte del Perú, hasta Talcahuano, en Chile. Habita sobre fondos duros (entre grietas, debajo y sobre rocas) y en rizoides de
Lessonia nigrescens (Huiro), en aguas de hasta 20 m de profundidad, aunque ha sido colectado a profundidades mayores (30 m)

## Biología
Se alimenta de manera oportunista de moluscos y detritos pero aparentemente no ejerce efectos sobre el escape de lapas en el intermareal. Sólo tienen un ciclo reproductivo anual. Los gametos masculinos se forman a principios del verano, los femeninos a principios del invierno. El desove ocurre durante la primavera, sus huevos tienen un tamaño de 160µm y son de boyancia negativa. Sus larvas, que presentan desarrollo plantotrófico, son típicas bipinarias (1º estadio larval) y braquiolarias (2º estadio larval).